# Przecena
Przecena (ang. discount) – obniżka ceny towaru lub usługi, który wcześniej był oferowany po wyższej cenie. Przecena może być skutkiem chęci szybszego pozbycia się towaru, który nie sprzedawał się dobrze po wyższej cenie, w celu uwolnienia miejsca w sklepie i magazynie na nowe towary lub z powodu stwierdzenia wad fabrycznych oferowanych produktów.
Jednym z „chwytów” marketingowych z nią związanych jest najpierw oferowanie produktu po celowo zawyżonej cenie, a następnie przeprowadzenie operacji rzekomej przeceny.